# Ekaterina Pantjuchina
Ekaterina Igorevna Pantjuchina (in russo Екатерина Игоревна Пантюхина?; Vjatskie Poljany, 9 aprile 1993) è una calciatrice russa, attaccante dello Zvezda 2005 Perm' e della nazionale russa.

## Carriera

### Club
Nata a Vjatskie Poljany, entrò a far parte della scuola calcio dello Zvezda 2005 Perm', facendo il suo esordio in prima squadra nel 2011. Con la maglia dello Zvezda 2005 Perm' ha vinto per due volte il campionato russo nel 2014 e nel 2015, per due volte la Coppa di Russia (2012 e 2013) e ha esordito nella UEFA Women's Champions League.

### Nazionale
Nel marzo 2010 fece il suo esordio con la maglia della nazionale russa under-19. Esordì il 21 settembre 2013 con la nazionale maggiore in occasione delle qualificazioni al campionato mondiale 2015 nella partita persa per 0-9 contro la Germania, partita che risultò essere la peggiore sconfitta di sempre della nazionale russa. In occasione dell'Algarve Cup 2014 realizzò le sue prime due reti in nazionale nella partita vinta sul Portogallo nella fase a gironi. Dopo aver disputato sette partite e realizzato due reti nelle qualificazioni al campionato europeo 2017, è stata convocata dalla selezionatrice Elena Fomina per fare parte della squadra partecipante al campionato europeo 2017.

## Palmarès

### Club
- Campionato russo: 3

Zvezda 2005 Perm': 2014, 2015, 2017
- Coppa di Russia: 2

Zvezda 2005 Perm': 2012, 2013